# Wincanton Classic 1993
La Wincanton Classic 1993 fou la 5a edició de la Wincanton Classic. La cursa es disputà el 15 d'agost de 1993; el vencedor final va ser l'italià Alberto Volpi, que s'imposà en la meta de Leeds.
Va ser la setena cursa de la Copa del Món de ciclisme de 1993.

## Classificació final
|    | Ciclista            | Equip                 | Temps      |
| -- | ------------------- | --------------------- | ---------- |
| 1  | Alberto Volpi       | Mecair-Ballan         | 5h 41' 22" |
| 2  | Jesper Skibby       | TVM-Bison Kit         | + 03"      |
| 3  | Maurizio Fondriest  | Lampre-Polti          | m. t.      |
| 4  | Maximilian Sciandri | Motorola              | m. t.      |
| 5  | Lance Armstrong     | Motorola              | + 36"      |
| 6  | Gert-Jan Theunisse  | TVM-Bison Kit         | m. t.      |
| 7  | Heinz Imboden       | Mecair-Ballan         | m. t.      |
| 8  | Johan Museeuw       | GB-MG Boys Maglificio | + 6' 30"   |
| 9  | Andreas Kappes      | Mecair-Ballan         | m. t.      |
| 10 | Scott Sunderland    | TVM-Bison Kit         | m. t.      |